# The Age of Love (píseň)
The Age of Love (Léta lásky) je píseň německé skupiny Scooter z alba Age Of Love z roku 1997. Jako singl vyšla píseň v roce 1997. Je založena na samplu z filmu Terminátor 2: Den zúčtování z roku 1991.

## Seznam skladeb
1. The Age Of Love - (3:50)
2. The Age Of Love (Club Mix) - (6:07)
3. Turn Up That Blaster - (5:20)

## Umístění ve světě
| Hitparáda | Umístění |
| --------- | -------- |
| Švýcarsko | 21       |
| Rakousko  | 21       |
| Finsko    | 1        |
| Francie   | 35       |
| Švédsko   | 10       |